# 圣加大肋纳圣殿 (聖彼得堡)

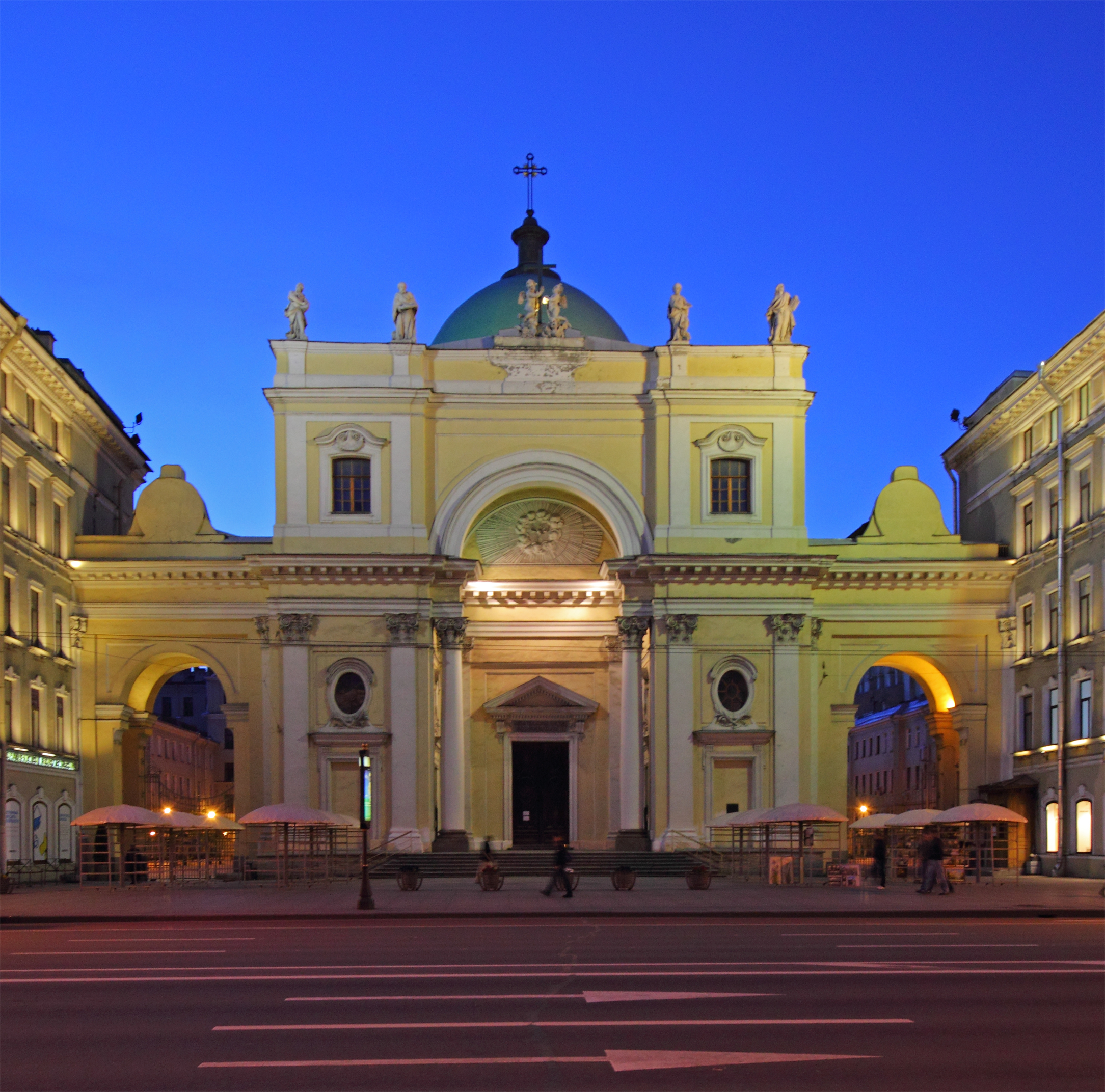
聖加大肋納教堂

天主教聖加大肋納教堂（俄语：Католическая церковь Святой Екатерины）是俄羅斯城市聖彼得堡歷史最古老的天主教教堂，也是俄羅斯唯一擁有宗座聖殿地位的教堂，由天主教莫斯科總教區管轄，主保聖人為亞歷山大的加大肋納。位于该市最繁华的街道涅瓦大街32-34号。
教堂設立於1710年。在1917年革命之前，该堂有三万多名教友。
在蘇聯時期，教堂于1938年遭到关闭和洗劫，改为倉庫，又在1947年和1984年两度发生大火。唯一的一位神父弗洛伦特于1941年被捕并被判处死刑，但在处决的最后一刻，改为驱逐到伊朗。

## 外部連結
- Church of St. Catherine official website (in English; in Russian（页面存档备份，存于）)